# Иоаннисиани, Григорий Зиновьевич
Григорий Зиновьевич (Зинавурович) Иоаннисиани (1888, Елизаветпольская губерния — 21 июля 1973, Минск) — революционер, один из руководителей грозненской большевистской организации, партийный и политический деятель.

## Биография
В 1906 году в Баку вступил в РСДРП. Был одним из членов стачечного комитета. В 1914 году арестован царскими властями. Однако ему удалось бежать из тюрьмы и уйти в подполье. Он переехал в Грозный, где стал работать конторщиком общества «Грозненская нефть».
В 1917 году Иоаннисиани присоединился к партии Дашнакцутюн, а в конце того же года перешёл в партию большевиков. Был членом редакционной комиссии Грозненского совета депутатов. В сентябре 1917 года — гласный Грозненской городской думы, член продовольственного комитета, а с декабря того же года — заместитель председателя Грозненского военно-революционного совета и фактический глава ревкома. В 1918 году стал членом Терского Народного Совета. В марте того же года стал заместителем председателя Центрального Грозненского совета депутатов. По поручению партийной организации создал профессиональный союз торговых и промышленных служащих и был избран председателем этого союза.
Иоаннисиани был одним из организаторов обороны Грозного во время Стодневных боёв в августе-ноябре 1918 года. В 1919—1920 годах был в числе руководителей антиденикинского движения в Терской области.
В 1920—1933 годах Иоаннисиани находился на советской и партийной работе в Чечне. Затем был переведён на работу в Москву. Впоследствии работал вторым секретарём ЦК компартии Беларуси.
Скончался 21 июля 1973 года в Минске, где и был похоронен.

## Семья
- Брат Павел Ионисянц — хирург, участник первой мировой и Великой Отечественной войн, до 1941 года работал в Республиканской больнице в Грозном[5].
- Сын Павел — участник Великой Отечественной войны, кавалер ордена Славы 2-й степени и многих медалей[3].

## Память
- За активное участие в Стодневных боях был удостоен звания почётного гражданина Грозного[7].
- Именем Иоаннисиани названы улицы в Грозном[8][3] и Беларуси[3].